# 李艷芳
李艷芳（Li Yim Fong Teresa），香港著名電視劇監製。1970年代加入麗的電視，其後在1980年代為亞洲電視編導及監製《濟公活佛》、《貂蟬》等等劇集。於1990年轉投無綫電視，拍攝過《恨鎖金瓶》、《邊緣故事》、《忘情闊少爺》、《地獄天使》、《他來自天堂》等劇集。
李艷芳於2012年7月重返無綫，《心路GPS》為回巢無綫後監製的第一部劇。2015年再次離巢無綫，《水髮胭脂》為其最後作品。她現時已移居澳洲悉尼生活。

## 編導列表

### 電視劇（亞洲電視）
- 1983年：洋蔥花（製作統籌）
- 1984年：毋忘我
- 1984年：霍東閣
- 1985年：戰神
- 1985年：第四代
- 1986年：西施
- 1986年：清末四大奇案
- 1989年：安樂茶飯
- 2000年：電視風雲

### 電視劇（其他）
- 台視《末代兒女情》導演

## 監製列表

### 電視劇（亞洲電視）
| 首播   | 劇名             |
| 1986年 | 濟公活佛         |
| 1987年 | 貂蟬             |
| 1987年 | 啼笑因緣         |
| 1988年 | 聊齋誌異         |
| 1988年 | 狂俠、天驕、魔女 |
| 1988年 | 衙門風雲         |
| 1989年 | 城市劍客         |
| 1989年 | 皇家儷人         |
| 1989年 | 火燒紅蓮寺       |
| 2000年 | 電視風雲         |

### 電視劇（無綫電視）
| 首播   | 劇名         |
| 1991年 | 出位江湖     |
| 1992年 | 他來自天堂   |
| 1993年 | 居者冇其屋   |
| 1993年 | 精靈酒店     |
| 1994年 | 恨鎖金瓶     |
| 1995年 | 邊緣故事     |
| 1995年 | 忘情闊少爺   |
| 1996年 | 地獄天使     |
| 2013年 | 心路GPS      |
| 2013年 | 舌劍上的公堂 |
| 2015年 | 師奶MADAM    |
| 2015年 | 水髮胭脂     |

### 電視劇（其他）
- 2003年：亞洲英雄